# Pasargad FC
Pasargad Football Club es un equipo de fútbol profesional de futbolistas iraníes que pertenece a la primera división o United Football League Division 1 de Filipinas.Fue fundado en 1997.